# Acrocercops loxias
Acrocercops loxias är en fjärilsart som beskrevs av Edward Meyrick 1918. Acrocercops loxias ingår i släktet Acrocercops och familjen styltmalar.
Artens utbredningsområde är Madagaskar. Inga underarter finns listade i Catalogue of Life.